# Box 21
Box 21 är en svensk TV-serie skriven av Dennis Magnusson, Anders Roslund och Stefan Thunberg med regi av Mani Maserrat Agah som hade premiär den 17 januari 2020. Serien är löst baserad på romanen med samma namn, samt flera andra romaner, alla av duon Roslund & Hellström. Den är producerad för Viaplay av Miso film.
Box 21 är fördelad på sex avsnitt som är inspelade både i Rumänien och i Sverige och bland medverkande skådespelare återfinns Leonard Terfelt och Simon J. Berger.